# Én vagyok Jeromos
Az Én vagyok Jeromos 1971-ben bemutatott magyar filmvígjáték, szatíra, Szeberényi Lehel Jeromos a kőfejű című kisregénye alapján. A film DVD-változatban is megjelent, Magyar Filmek Gyűjteménye, 18. rész.

## Cselekmény
|  | Alább a cselekmény részletei következnek! |

Mondja Katona úr, tudja miért nem megy nálunk a foci? Mert a fiúk a levegőbe lődöznek, ahelyett, hogy a fű alatt gurítanák a labdát, szép csendesen.
1970 nyara, falu valahol a Duna mentén. Katona doktor a falu megbecsült orvosa, munkáját lelkiismeretesen, de szigorúan végzi. A táppénzcsalást nem tűri, hálapénzt sosem fogad el. Felesége amatőr festőművész, szerinte a doktor túlzottan naiv és becsületes. Asszisztense az orvosnak készülő, csinos Juditka. Háza, egyben rendelője közvetlenül a Duna partján áll. Egy gondja van mindössze, két évvel ezelőtt az árvízvédelmi töltést ráépítették a telek szélén álló emésztőgödörre, amit a töltés miatt nem tud kitisztíttatni, így használni. Az ügy megoldása végett azóta levelezik a Hivatallal, eddig minden eredmény nélkül.
Egy pénteki reggelen egy különös figura érkezik hozzá, ő Jeromos, akit hivatalból küldtek ide, de ő sem tudja, hogy pontosan miért. Némi nyomozás után kiderül, az emésztőgödör ügye végre sorra került. Miután a tényállás tisztázódott, Jeromos munka helyett elmegy reggelizni. Hamarosan megérkezik fia, Zserom is. Noha földmunkára készültek, szerszámot egyikük sem hozott, a doktortól kérnek, mert ha nincs „akkor leállunk, holnap is van nap”. Közben számolatlanul fogynak a Jeromos célozgatásai miatt a doktor által nekik hozott sörök, majd a pálinka.
Kiderül, az emésztő tele van, viszont nekik csak az üres gödör javítására van utasításuk, mivel az állami feladat, a gödör viszont „magánúton” telt meg. A végső döntést a főnök hozza meg, ő viszont sehol, addig leheverednek egyet szundikálni a fa alá. Végül a doktor sürgetésére Zserom megy be a központba, délutánra ki is érkezik motoron a főnök. Valójában most sem a munka érdekli, hanem Jeromos munkásbódéjának a kulcsát akarja elkérni egy kis alkalmi légyotthoz. Ha már ott van, némi unszolásra a gödröt is megnézi. Úgy dönt, hogy  maradjon ahol van, megerősítik, de előtte ki kell pucoltatni, majd a mögötte ülő csinos hölggyel elviharzik a kalibába.
A gödör megjavítása a felette lévő gát miatt teljesen értelmetlen. Ha lyukacsos anyagból csinálnák beáramlik a víz, ha tömörből, akkor megáll benne a tartalma. Be kéne temetni és újat építeni némileg odébb. Ezt mindenki tudja, de nincs rá utasítás és senkinek sem az érdeke, persze a doktor kivételével. A főnök csak a tervteljesítésre kap prémiumot, az meg csak javításra vonatkozik, új építésére nem.
A főnök következő, szintén csak a bódékulcsért való látogatásakor a doktor össze is vész vele, mikor az értelemre próbál hivatkozni az értelmetlen javítással kapcsolatban. Az meg is sértődik, elvonulással fenyegetődzik, csak a doktorné paprikáscsirkéje és Juditka bájai bírják maradásra és a munka folytatására.
Az elsőre igen egyszerű munkásembernek tűnő Jeromos szép lassan az irányítása alá von mindent és mindenkit. Némi kéretés után 500 forintért (kb. egy heti átlagfizetésért) feketén és munkaidő után elvállalja az emésztőgödör kitisztítását. Noha munkaidőben csak a fa alatt aludtak, a fekete munka alatt Jeromos és Zserom villámgyorsan kipucolják az emésztőt.
Következő lépésben Jeromos felajánlja, hogy míg az eredeti emésztő javítása csigatempóban halad, ők az erre dupla mennyiségben igényelt építőanyagból szépen felépítik az újat. Közben arra is van gondja, hogy a doktor telkén hulló szilvából pálinkát főzzön, meg néhány zsák vállalati cementet is eladjon a szemben lévő közértesnek. A doktor a nemtörődömség, szakszerűtlenség, szervezetlenség, fejetlenség, korrupció ilyen fokától fel van háborodva, Zsuzsanna csitítja, hogy gondoljon az emésztő híján használt bilire.
Egyik este kis összejövetel van a kertben. Kiderül, a doktorné sem éppen szent, a helyi iskola egyik tanárával flörtöl. A megérkező főnök Juditkára hajt, nem is sikertelenül. Az antialkoholista doktor Jeromos unszolására inni kezd az éppen kifőtt szilvapálinkából, ettől úgy berúg, hogy eszméletét veszti.
Lázálmában szembesül az utóbbi napok abszurditásával, hogy felesége becsületes bolondnak nézi, hogy állami költségen megcsinálnak egy értelmetlen munkát, hogy a lopott anyagból feketén felépítik az értelmeset, hogy ennek a világnak az elsőre kissé lenézett, de élelmes Jeromos a nyertese, ő, a becsületes orvos meg a vesztese.
Mire ki tudja mennyi idő után magához tér, az új gödör is kész van, a régi is. Az egyik a doktor magánpénzéből, fekete munkával, „szerzett” anyagokból készült, de szükséges, a másik állami pénzból, legálisan, de teljesen feleslegesen és értelmetlenül.
A munka befejeződött, az organikus káoszból drágán, lassan és értelmetlenül, de csak rend lett. Jeromos a munka alatt megivott a doktor költségén ki tudja mennyi sört és pálinkát, elvitte Zsuzsanna francia parfümjét, feketén kipucolta a régi emésztőt, „szerzett” anyagból, szintén feketén megépítette az újat, feketén eladott több zsák vállalati cementet, kifőzte a doktor szilváját és elvitte a pálinkát, tetejébe jó munkájáért megtarthatta a vállalat vándorzászlóját. Végezetül elköszön: „Így múlik el az élet kéremszépen, fejrant”, majd Zserommal elindulnak a következő gödörhöz.
|  | Itt a vége a cselekmény részletezésének! |

## Szereplők
- Kállai Ferenc – dr. Katona Benő, községi orvos
- Psota Irén – Zsuzsanna, a doktor felesége, amatőr festőművésznő
- Alfonzó – Jeromos, a Védőműveket Fenntartó Vállalat gátjavító embere
- Harsányi Gábor – Zserom, Jeromos fia és beosztottja
- Pálos Zsuzsa – Juditka, a doktor asszisztense
- Bujtor István – Kemény Béla, a Vállalat nőfaló főnöke
- Tomanek Nándor – Nagy Jenő iskolai tanár, Zsuzsanna titkos lovagja
- Molnár Tibor – sérült kezű bányász a rendelőben